# Gesindeordnung

Bild einer Magd aus einer Monatsblattfolge von Caspar Luyken um 1700

Eine Gesindeordnung regelte das Verhältnis zwischen „Gesinde“ (Dienstboten) und der Herrschaft (Dienstherr). Markant war das Missverhältnis zwischen den Rechten der Dienstherren und der Bediensteten. So konnte der Arbeitgeber seine Dienstboten teilweise ohne Kündigungsfristen und ohne gesetzliche Vorgaben jederzeit entlassen, während die Mägde und Knechte eine Kündigungsfrist von mehreren, meistens bis zu drei Monaten einhalten mussten. Gesinde konnte, wenn es unerlaubt der Arbeit fernblieb, polizeilich gesucht und zurückgeführt werden, teilweise unterlag es der herrschaftlichen Hauszucht.

## Allgemeine Betrachtung
Die im Heiligen Römischen Reich Deutscher Nation und später im Deutschen Reich erlassenen Gesindeordnungen wurden zum Ende der Epoche der Erbuntertänigkeit neu gefasst. Sie sollten weiterhin die Beschränkung der Freizügigkeit und die Möglichkeit der Disziplinierung der ländlichen Arbeitnehmer garantieren. Zugleich sollten sie aber auch dem Mangel an billigem, gehorsamem und gefügigem Dienstpersonal entgegenwirken. Man wollte erneute soziale und politische Unruhen, wie sie in den 1790er Jahren aufgetreten waren, verhindern. Mit diesen Verordnungen entstand eine gehorsamspflichtige Zugehörigkeit zum Haus der Herrschaften, aber nicht zu deren Familie. Die vertraglich vereinbarte Lohnarbeit im Sinne einer zeitlich begrenzten Pflicht zur Erbringung von Arbeitsleistungen für einen Arbeitgeber stand im Austausch mit bestimmten Gegenleistungen in Form von Naturalien und Geld.

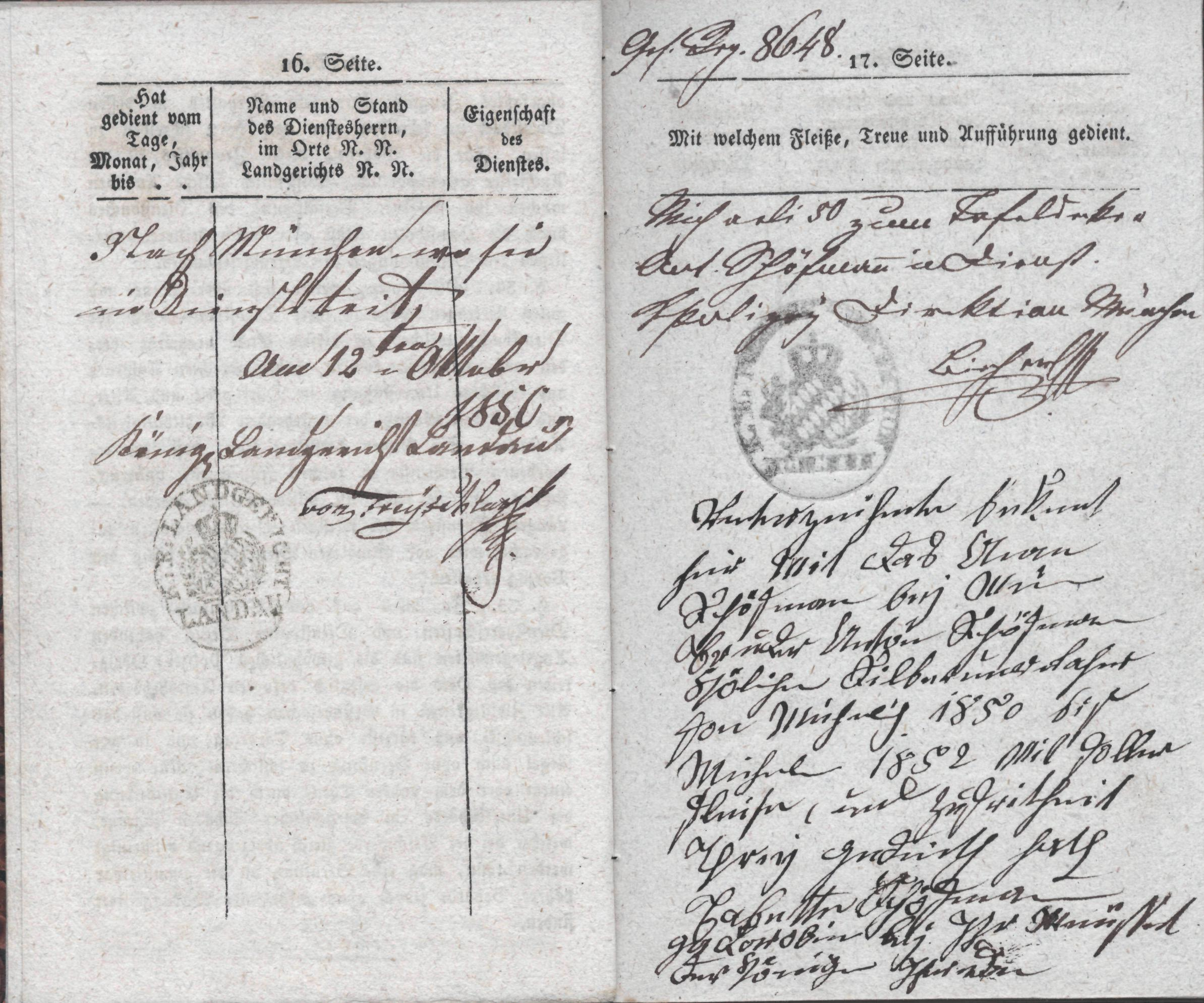
Eintrag im Dienstbotenbuch der Dienstbotin Anna Schöfmann, 1850–1852

Gesinde-Dienstbuch von 1913 (ausgestellt in Kiel)

Das Gesinde war das zur häuslichen Arbeit verpflichtete oder verdingte Hauspersonal eines Grund- oder Gutsherren. Hierzu zählten die Knechte und Mägde, die alle Dienstarbeiten verrichten mussten. Diese Bediensteten waren verpflichtet, ein „Gesindebuch“ zu führen, in das der Hausherr seine Beurteilung schrieb und die Anstellungszeit bestätigte. Die Begriffe Gesinde und Dienstboten wurden synonym gebraucht und unterschieden diese von den freien Lohnarbeitern. Sie wurden nach ihrer geleisteten Arbeit nicht unterschieden, sondern unterstanden als ganze Person der hausherrlichen Befehlsgewalt. Der Bedarf an Gesinde unterstand dem Prinzip von Angebot und Nachfrage, das Gesinde wurde wie eine Handelsware beliebig ausgetauscht, verliehen oder abgeworben und gering entlohnt. Als Gegenleistung für ihre Arbeit erhielten sie in der Regel Kost, Unterkunft und zum Dienstende etwas Geld.
In Deutschland gab es bis 1919 etwa 44 Gesindeordnungen, wovon 19 auf Preußen entfielen und die übrigen sich auf die anderen Staaten verteilten. Alle Gesindeordnungen untersagten dem Gesinde das Recht auf Zusammenschluss und das Streikrecht und erlaubten dem Hausherrn in einem gewissen Rahmen die Züchtigung des Gesindes. Das Recht der körperlichen Züchtigung wurde erst ab 1. Januar 1900 im Deutschen Reich aufgehoben.
Zum 12. November 1919 wurde die Beschränkung des Vereins- und Versammlungsrechte für Bedienstete und Hauspersonal aufgehoben, die bis dahin 44 gültigen Gesindeordnungen wurden außer Kraft gesetzt.
Bei grober Betrachtung weisen die verschiedenen Gesindeordnungen der deutschen Staaten gleiche Elemente auf, sie unterscheiden sich trotzdem, da sie auf die regionalen Situationen zugeschnitten waren und mitunter aus anderen Situationen entstanden sind.

## Die Preußische Gesindeordnung 1810

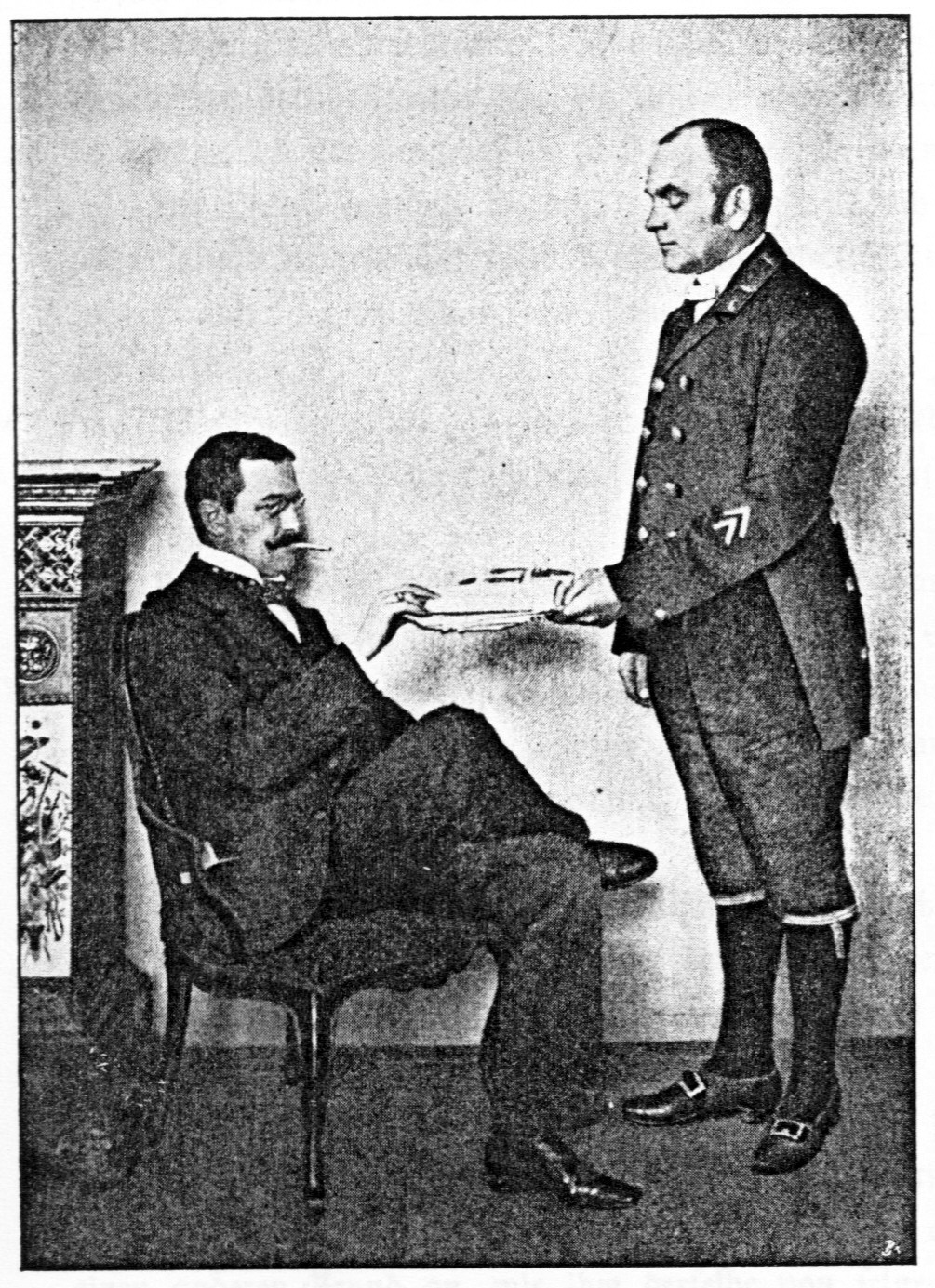
Ein Kammerdiener reicht seinem Herrn eine Zeitung auf einem Tablett (Deutschland, um 1900)

1810 wurde die Preußische Gesindeordnung vollkommen neu gefasst. Sie regelte Pflichten und Rechte zwischen Herrschaft (Arbeitgeber) und Gesinde (Arbeitnehmer) in 176 Paragrafen und ersetzte die 208 Paragrafen der Gesinderordnungen des Preußischen Landrechts. Sie war durch die Unterwerfung des Gesindes unter die Willkür der Herrschaft gekennzeichnet und verstieß nach heutigem Verständnis gegen die Gleichheit der Vertragspartner. Gleichwohl stellte sie gegenüber dem Gesindezwangsdienst insofern einen Fortschritt dar, als das Verhältnis zwischen Herrschaften und Dienstboten sich aus grundsätzlich freiwillig zu schließenden vertraglichen Vereinbarungen ergab und nicht mehr durch feudalistische Dienstverpflichtungen. Unterschieden wurde rechtlich zwischen Haus- und Hofgesinde (Dienstbotinnen, Gouvernanten und Mägden sowie Landarbeitern, Tagelöhnern). Betroffen von der Gesindeordnung waren vor allem Frauen. Ein Fünftel der um 1900 registrierten weiblichen Erwerbstätigen waren als Dienstmädchen beschäftigt.
Die Dienstboten unterstanden der polizeilichen Aufsicht. Es bestand ein Koalitionsverbot, und die Arbeitskraft der Dienstboten hatte der Herrschaft vollständig zur Verfügung zu stehen. Vorgesehen war zwar alle 14 Tage das Recht auf einen Sonntagsausgang, aber dieser konnte jederzeit aufgehoben werden. Nur ein Teil des Lohns wurde ausgezahlt, der übrige Lohn wurde in Naturalien, insbesondere Kost und Logis, erbracht. Der Herrschaft stand Züchtigungsrecht zu; gegen körperliche Übergriffe durfte sich das Gesinde nur im Falle der Gefährdung des eigenen Lebens wehren. Abgesehen davon musste sich das Gesinde ausdrücklich Verbalinjurien gefallen lassen, die unter Gleichen ohne weiteres als Beleidigung aufgefasst worden wären.

### Novellierungen
Mit Königlicher Kabinettsorder vom 8. August 1837 wurde festgelegt, dass die Strafbestimmungen der Gesindeordnung von 1810 betreffend die Zwangsrückführung von entlaufenem Gesinde auch auf Instleute in der Provinz Preußen anzuwenden ist (jedoch nicht in Brandenburg, Schlesien, Pommern, Posen, wo Instleute nicht zum Gesinde gehörten).
1846 wurde dem Gesinde vorgeschrieben, mit Erreichen des 16. Lebensjahres ein „Gesindedienstbuch“ (Arbeitsbuch) zu führen: „Bei Entlassung des Gesindes ist von der Dienstherrschaft ein vollständiges Zeugnis über die Führung und das Benehmen in das Gesindebuch einzutragen.“ Bei Unstimmigkeiten zwischen Herrschaft und Gesinde wurde die Gesinde-Polizei eingeschaltet, vertreten durch den Bürgermeister bzw. Amtsvorsteher (Verordnung vom 29. September 1846).
1848 wurden die Patrimonialgerichte (Gutsgerichte des Adels) abgeschafft. Dessen Kompetenzen gingen an die königlichen Gerichte. Dies ist von besonderer Bedeutung für das Gesinderecht, wo bis dato Beschwerden des Gesindes über die Dienstherrschaft (den Gutsherrn) von letzterem als Beklagtem und Gutsrichter in einer Person behandelt und abgeurteilt werden konnten.
1854 verschärfte das Gesetz betreffend die Verletzungen der Dienstpflichten des Gesindes und der ländlichen Arbeiter die Strafvorschriften bei Vertragsbruch, um die Landflucht und den „Leutemangel“ zu bekämpfen sowie „hartnäckigen Ungehorsam oder Widerspenstigkeit gegen die Befehle der Herrschaft oder der zu seiner Aufsicht bestellten Personen“. Geldstrafe bis zu 5 Talern oder Gefängnis bis zu drei Tagen waren vorgesehen. Besondere Strafvorschriften bei Verletzung der Dienstpflicht durch die Herrschaft gab es nicht.
1872 verloren die Rittergutsbesitzer die gutsherrliche Polizeigewalt in den Gutsbezirken an den königlichen Landrat durch die neue Kreisordnung. Dies war bedeutsam u. a. für das Gesinderecht (Gesindepolizei). Zu dieser Zeit unterschied man vier Gruppen von Landarbeitern:
1. Das unverheiratete Gesinde (entlohnt mit Wohnung, Kost, Kleidung, wenig Bargeld)
2. Durch Jahreskontrakte gebundene Arbeiter (auf Martini/11. November oder zum 1. April bei 3, 6 oder 12 Monatskündigung) gegen Deputat (Wohnung, Naturalien, Brennholz, Weidenutzung für Kuh-Schweine-Schafe) und Bargeld (ersterer 50–80 % des Gesamtlohns). Tagelöhner, Instleute, Leute, Deputanten mussten noch einen weiteren Arbeiter stellen, den Scharwerker, etwa ledige Kinder. Die Ehefrau arbeitete auf Verlangen in der Ernte, beim Waschen, Melken, am Schlachttag gegen extra Barlohn.
3. Freiarbeiter (entlohnt nur mit Bargeld): Lohnarbeiter, landlose Einlieger, Büdner, Kleinstellenbesitzer, Kätner, Kossäth[5], Accordarbeiter.
4. Wander- oder Saisonarbeiter: Fremdarbeiter angeworben durch Vermittler in Gruppen oder Arbeiterkolonnen. Sie mussten die Karenzzeit beachten, d. h. im Winter (Dezember – Februar) nach Hause gehen.

In Preußen wurde Ende der 1860er Jahre amtlich festgelegt, dass Kontorbediente und Markthelfer, Stiefelputzer und Aushilfskellner, Hilfsarbeiter, Gewerbsgehilfen und Wirtschaftslehrlinge wie auch landwirtschaftliche Deputat-Tagelöhner (Einlieger und Instleute) rechtlich nicht dem Gesinde zuzuordnen seien. Schließlich wurden 1900, mit der Einführung des Bürgerlichen Gesetzbuches (BGB), einige Bestimmungen der Gesindeordnung gemildert.

## Die Gesindeordnung für Frankfurt am Main 1810
Mit der „Gesindeordnung für die großherzoglich Frankfurtische Residenz- und Handelstadt Frankfurt am Mayn, und deren Umkreis innerhalb der Stadtgemarkung“ glaubte man eine bedeutende Lücke in der Gesetzgebung und der Polizeiverwaltung der Stadt Frankfurt am Main ausgefüllt zu haben. Die Gesindeordnung Frankfurts wurde 1810 erlassen und trat im Jahre 1811 in Kraft, sie beschränkte sich auf das Dienstgesinde im engeren Sinne des Wortes. Der Personenkreis bezog sich im § 3 nur auf solche Personen, welche sich gegen einen bestimmten Lohn, ohne oder mit noch anderen Nebenbedingungen, also für Kost, Kleidung und anderen Naturalien, auf längerer Zeiten bei Privatpersonen in Dienst verdingten. Diese Regelung schloss Hilfsarbeiter, Handwerksgesellen, Arbeiter bei Kunstgewerben und Fabriken aus. Die Ordnung enthielt ein Reglement für das Benehmen jener sozialen Schicht und ihrer Dienstherrschaften gegen sie, sowohl vor dem Eintritt in den Dienst als auch während der Dauer desselben.
Die Hauptpunkte, welche beim Gesindewesen ins Auge zu fassen waren, fanden nach Meinung der Verfasser mit gleicher Rücksicht auf Herrschaft und Gesinde Anwendung, sie berücksichtige die polizeiliche Schuldigkeit und eröffne die Gelegenheit gutes Dienstgesinde zu erhalten. Somit sei sichergestellt ordnungsmäßig, treu und fleißig bedient zu werden. Diese Gesindeordnung wurde anderen Regierungen, welche ähnliche Verordnungen erlassen wollten, in jeder Hinsicht als Muster empfohlen.

## Gesindeordnung des Königreichs Sachsen 1833
Bereits seit dem Jahre 1482 gab es in Sachsen gesetzliche Bestimmungen, die sich mit der Gesindeordnung befassten. Kurfürst Johann Georg I. war bestrebt, nach dem Dreißigjährigen Krieg den wirtschaftlichen Wiederaufbau Sachsens voranzutreiben. Dazu gehörte unter anderen Dekreten im Jahre 1651 ein zweijähriger Gesindezwang, der durch die Gesindeordnung des gleichen Jahres ein größeres Bauernlegen verhindern und der Unterversorgung der Bevölkerung entgegenwirken sollte. Die weiteren Gesindeordnungen wurden im Laufe der folgenden Jahrhunderte wiederholt erläutert, ergänzt und erneuert. Seit 1805 existierte ein Entwurf zu einer neuen Gesindeordnung. Von den Ständen 1814 angeregt, gab die sächsische Regierung 1830 die Zustimmung zur baldigen Vorlegung eines Gesetzentwurfes, welche dann 1833 erfolgte. Dieses neue Gesetz sollte möglichst genaue Vorschriften über die gegenseitige Rechte und Verbindlichkeiten der Dienstherrschaften und des Gesindes regeln. Man wollte Willkür, Unbilligkeit und Unordnung vermeiden und den Fortschritten in der Kultur entsprechen. An die Stelle der häuslichen Gewalt sollte ein regelndes Rechtswerk entstehen, es sollte den betreffenden Personen dienen sowie für Rechtsunerfahrene ein Leitfaden sein. Das Gesetz wurde am 10. Januar 1835 publiziert. Es umfasste sechs Abschnitte mit insgesamt 124 Paragraphen.

### Übersicht
Im ersten Abschnitt wurde in den §§ 1 – 3 die allgemeinen Bestimmungen und Begriffsklärungen erfasst. Der zweite Abschnitt, von § 4 – § 33, umfasste Vorschriften, die sich mit dem Dienstvertrag beschäftigten. Hierzu gehörte die Klärung, wer als Vertragspartner auftreten und wer Verträge abschließen durfte. Grundsätzlich wurde dem Hausherrn das generelle Verhandlungsrecht eingeräumt. Weiterhin regelte die Ordnung die polizeiliche Meldepflicht und das Aufenthaltsrecht. Es wurden Bestimmungen über den Abschluss des Dienstvertrages (§17) festgelegt und ein Mustervertrag empfohlen. Ab § 22 wurde das Recht zur Vertragsaufhebung geregelt, Weigerungsgründe des Gesindes wurden aufgeführt und die Zahlung bzw. Zahlungsverweigerung von Mietgeld dargelegt, hierzu gehörte auch die Abwerbung (§ 32 Abspenstigmachung) des Gesindes und die Regeln für die Gesindemakler.
Das gegenseitige Verhältnis der Dienstherrschaften und des Gesindes während des Dienstes wurde im dritten Abschnitt geregelt. In den §§ 34 – 54 wurden die Aufgaben des Gesindes dargelegt, in den §§ 55 – 76 folgten die Pflichten der Dienstherren. Im vierten Abschnitt, ab § 77 bis § 113, wurden die Bestimmungen über die Aufhebung des Dienstvertrages und deren Folgen festgelegt. Der fünfte Abschnitt legte die Bestimmungen von dienstlosem Gesinde fest, das unter polizeilicher Aufsicht gestellt wurde, und seinen Aufenthaltsort. Hierzu war die „Vorschrift der Gesindeordnung über die Dienstboten zu führende polizeiliche Aufsicht betreffend“ vom 10. Januar 1815 gültig. Die §§ 121 – 124 im sechsten Abschnitt regelten das Verfahren in Gesindesachen, e fiel in die Zuständigkeit der Justiz oder der Polizei.

## Die schaumburg-lippische Gesindeordnung 1805

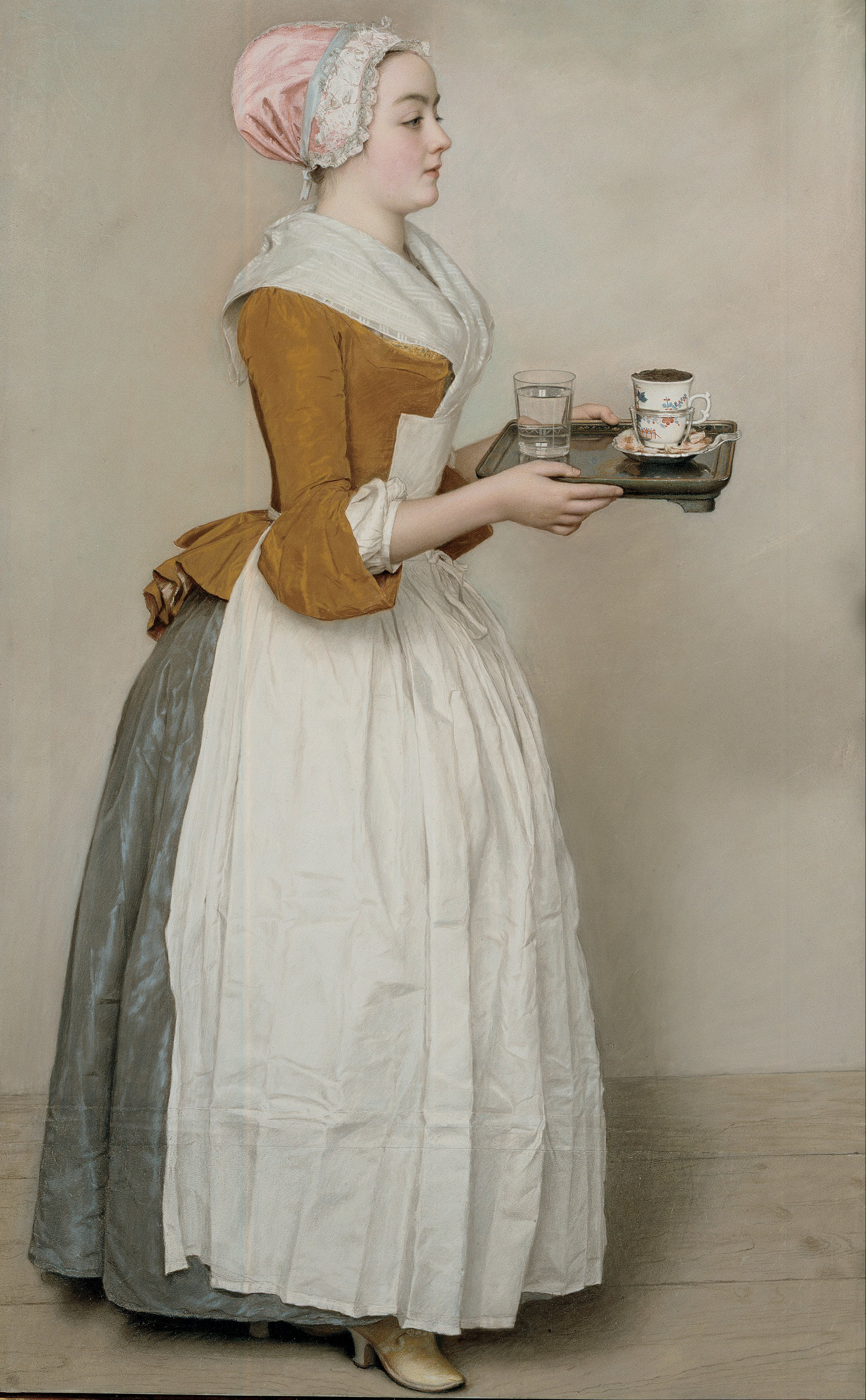
Dienstbotin beim Servieren (Liotard: Das Schokoladenmädchen, 1743/45)

Die Gesindeordnung Schaumburg-Lippes von 1752, die ein Teil der Lippischen Landesverordnung war, entsprach nach Aussage des Verfassers nicht mehr der Denkart und Sitte der Zeit und sollte, da sie auch unvollständig war, erneuert werden. Vorgänger war die „Gesinde-Ordnung“ vom 21. August 1738, die durch Graf Albrecht Wolfgang von Schaumburg-Lippe (1699–1748) erlassen worden war. Unter Mitarbeit der Ämter und Magistratsräte wurde die bestehende Verordnung vom 4. Juli 1780 einer Begutachtung unterzogen und nach Vorschlägen mit den Ständen der Ritterschaft und Städte überarbeitet. Es folgte die schaumburg-lippische Gesindeordnung vom 14. November 1795, die von Fürst Friedrich Wilhelm Leopold von Lippe in Kraft gesetzt wurde. Sie umfasste 45 Paragraphen. Wie in den anderen Gesindeordnungen, so wurde auch in dieser das Recht der Hausherrschaft deutlicher hervorgehoben und zu Lasten der Dienstboten diktiert. Eine zweijährige Gesindezeit wird vom Landesherren für die Eltern empfohlen, deren Kinder vor ihrer Verheiratung stehen.

## Die Gesindeordnung des Großherzogtums Hessen 1877
Als in den Jahren 1882 bis 1907 im Großherzogtum Hessen die Erwerbstätigkeit von Frauen deutlich an Gewicht zunahm und die Zahl der in den herrschaftlichen Haushalten dienenden Personen erheblich anstieg, wurde deren Lebens- und Arbeitsverhältnisse durch die Gesindeordnung vom 28. April 1877 reguliert. Die Gesindeordnung war aber zu Gunsten der Herrschaften konzipiert und die meist noch jugendlichen Dienstmädchen waren zu „Ehrerbietung, Gehorsam, Treue, fleißiger und gewissenhafter Leistung“ gegenüber ihren Arbeitgebern verpflichtet, die sie auch zu „anderweitigen“ (d. h.: beliebigen) Arbeiten als den vereinbarten heranziehen durften. Ohne Erlaubnis durften sie nicht über Nacht die Wohnung verlassen. Schwangerschaft und über 14 Tage dauernde Krankheit waren Kündigungsgrund, staatliche Kontrolle fanden durch Gesinderegister und Dienstbuch statt. Die hessische Gesindeordnung legte das Verhältnis zwischen Dienstherrschaft und Dienstboten fest (Art. 1) und regelte die Form des Gesindevertrages (Art. 2), der sowohl ein schriftlicher als auch ein mündlicher Vertragsschluss genügte. Allgemein waren die Dienstverträge auf ein Jahr ausgelegt (Art. 5), und schließlich wurden in den Artikeln 7 – 8 die Gegenleistungen erörtert.

## Neufassung der Arbeitsverhältnisse
Die Gesindeordnungen vollzogen mit der Neugestaltung der Arbeitsverhältnisse den Wandel der Arbeitsverfassung von der Fronarbeit zur Lohnarbeit. In Sachsen, Hannover und Hessen erfolgten die Änderungen zwischen 1832 und den Jahren ab 1850, deren Anlass in der bäuerlichen Befreiungsbewegung der Jahre 1848–49 lag. In den südlichen, südwestlichen und westlichen Regionen des deutschen Reichs war der Reformbedarf geringer, da in diesen Gebieten die Fronarbeit eine untergeordnete Rolle spielte. Zudem wurde in den Ständen einer gründlichen Reform wenig Interesse entgegengebracht, wobei sich in Süddeutschland die Vereinbarungen in lange Verhandlungen verstrickten und längere Zeit eher als private Übereinkommen denn als staatliche Regulierung verstanden wurden. Wie in den anderen Regionen beschleunigte sich der Abschluss von reformierten Gesindeordnungen erst mit den Bauernprotesten von 1848–49. In Bayern geschah dieses erst nach dem Ersten Weltkrieg.